# 438 TCN
438 TCN là một năm trong lịch La Mã.